# 杨一民
杨一民（1956年11月23日—），安徽蚌埠人，中华人民共和国政治人物。
早年考入北京体育大学，担任北京体育大学足球教研室副主任、中国足协技术部主任、中国足协联赛部主任。2002年，担任亚足联竞赛委员会委员、中国足协副主席。2009年，出任中超公司董事长。2010年，中国足坛反腐风暴中，被批捕并判处有期徒刑10年6个月，没收财产20万元，在河北省三河市的燕城监狱服刑，后被减刑8个月。2019年11月21日，杨一民出狱。